# Angiopatía amiloide cerebral
La angiopatía amiloide cerebral, también conocida como angiopatía congofílica y hemorragia cerebral hereditaria con amiloidosis, es un trastorno de los vasos sanguíneos del sistema nervioso central caracterizada por un depósito de material β-amiloide sobre las paredes de dichos vasos. Se usa el término congofílica porque la presencia de los agregados anormales de amiloide pueden ser observados bajo el microscopio en tejidos cerebrales que han sido teñidos con el rojo Congo.

## Presentación clínica
Pueden ser únicas o múltiples y recurrentes (entre un 25-40% de los casos). La mortalidad asociada es menor que en las hemorragias profundas de origen hipertensivo. La mayor parte de los pacientes con hemorragias intracerebrales secundarias a AAC no tienen EA. Dada la elevada frecuencia de esta forma de presentación se han establecido unos criterios para determinar la probabilidad de que una hemorragia sea de origen amilodeo.

## Diagnóstico
Aunque el diagnóstico definitivo sólo puede realizarse mediante análisis histológico, la neuroimagen y los datos clínicos asociados pueden darnos un diagnóstico de presunción fiable. En el TAC Craneal veremos la presencia de una hemorragia lobar y afectación cortical con o sin extensión a espacio subaracnoideo o apertura a ventrículos es sugestiva de hemorragia cerebral asociada a angiopatía amiloide cerebral. Con escasa frecuencia la hemorragia puede afectar también a estructuras profundas. En pacientes con deterioro cognitivo puede presentarse además leucoencefalopatía difusa y atrofia parenquimatosa. En la RMN Craneal podremos observar múltiples hemorragias petequiales corticales y subcorticales. Y depósitos de hemosiderina de hemorragias antiguas en T2.